# Alexander Bondy
Alexander (někdy též Alexandr) Bondy (3. října 1874 Praha – 24. října 1942 Koncentrační tábor Mauthausen) byl lékař-gynekolog židovského původu, nacisty považovaný za podporovatele parašutistů výsadku Anthropoid, protože jeho snacha Lydie Bondyová byla původní majitelkou jízdního kola, které použil Jozef Gabčík při útoku na R. Heydricha.

## Život
MUDr. Alexander Bondy se narodil 3. října 1874 v Praze do rodiny Josefa Bondyho a Heleny Bondyové, rozené Kerschové. Alexander Bondy v roce 1893 zahájil studia na Lékařské fakultě německé Karlo-Ferdinandovy univerzity v Praze (dnešní lékařské fakultě Univerzity Karlovy), která úspěšně zakončil 26. června 1899. Dne 10. listopadu 1908 se oženil s Hildegardou (Hildou) Bergmannovou (nar. 8. července 1887 v Pardubicích). Jeho synové Jiří Bondy (nar. 2. dubna 1910 v Praze) a Karel Bondy (1914-1941) byli rovněž vystudovaní lékaři.
MUDr. Alexander Bondy byl praktický lékař a gynekolog a před 2. světovou válkou bydlel a ordinoval v Josefovské ulici 37/9 v Praze (dnes Široká 37/7, Praha 1 - Josefov). Když mu bylo jako Židovi znemožněno mít vlastní ordinaci, vykonával svoji praxi ve svém bytě v ulici Elišky Krásnohorské 10/2, poblíž Staroměstského náměstí. V tomto bytě bydlel kromě manželů Bondyových i jejich syn Jiří s manželkou, zdravotní sestrou Lydií Bondyovou, rozenou Holznerovou (nar. 3. září 1921 Teplice-Šanov). Lydie se s rodinou po Mnichovské dohodě přistěhovala do Prahy z Teplic, odkud si přivezla svoje dámské jízdní kolo a jezdila na něm do práce. Do bytu se později přistěhovala i Lydiina matka Frieda Holznerová poté, co musela opustit svůj původní byt.

## Příběh kola

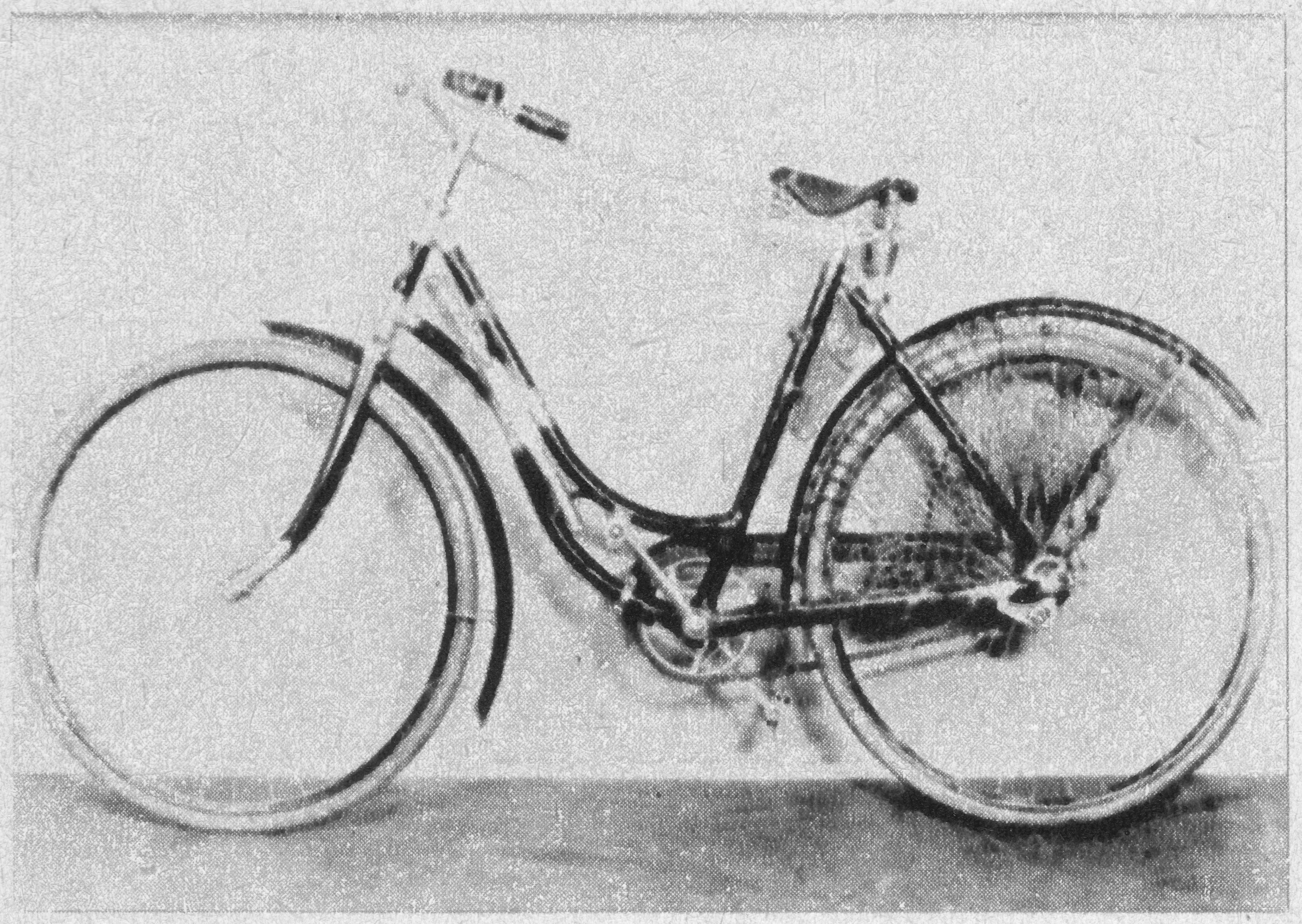
Kolo Lydie Bondyové

Protižidovská opatření zakazovala Židům vlastnit dopravní prostředky a tedy i jízdní kola, a proto snacha Alexandra Bondyho, Lydie Bondyová, darovala svůj bicykl kolegyni, zdravotní sestře Marii Šebestové (nar. 31. října 1908), která pro něj ale neměla využití. Kolo tedy přenechala svojí sestře Barboře Kuthanové (nar. 4. února 1904), ale ta jí ho ze stejného důvodu vrátila zpět. Před Vánoci roku 1941 nabídla Lydie kolo Vlastimilu Moravcovi, s jehož rodinou se dobře znala. Od Vlastimila Moravce se bicykl dostal k Jozefu Gabčíkovi, který ho zanechal na místě útoku na Reinharda Heydricha. Tak se kolo dostalo do rukou německých vyšetřovatelů a bylo vystaveno ve výkladní skříni Baťova obchodu na Václavském náměstí. I přes slibovanou finanční odměnu se žádná z předchozích majitelek kola nepřihlásila.

## Zatčení, smrt
Zrada parašutisty Karla Čurdy a následné intenzivní vyšetřování dovedly nakonec gestapo k postupnému odhalení sítě podporovatelů parašutistů. Snacha Alexandra Bondyho coby původní majitelka kola byla zatčena, protože nic neohlásila. S ní byla zatčena i její matka Frieda Holznerová, dále pak Alexandrův syn Jiří Bondy, jeho manželka Hilda Bondyová a jeho švagr Zdenko (Zdeněk) Bergmann. Gestapu neunikly ani Marie Šebestová s manželem Karlem Šebestou (nar. 25. října 1898) a Barbora Kuthanová s manželem Antonínem Kuthanem (nar. 7. června 1896).
Z policejní vazby v Praze byli všichni převezeni do Malé pevnosti Terezín, kde byl 21. července 1942 jeho syn Jiří Bondy utýrán k smrti. Alexander Bondy a ostatní členové rodiny, Šebestovi a Kuthanovi byli deportování 22. října 1942 do koncentračního tábora Mauthausen a zde 24. října zastřeleni při fingované zdravotní prohlídce společně s desítkami dalších českých odbojářů a jejich rodinných příslušníků. Děti Kuthanových Antonín (nar. 1929) a Libuše (nar. 1934) skončily v internačních táborech Jenerálka, poté Svatobořice a Planá nad Lužnicí, kde se dočkaly konce války.

## Připomínka
- Jeho jméno (Bondy Alexander MUDr. *3. 10. 1874), jméno jeho snachy (Bondyová Lydie roz. Holznerová *3. 9. 1921), matky jeho snachy (Holznerová Sára Frida roz. Grünhutová *24. 5. 1898), jeho manželky (Bondyová Hilda roz. Bergmannová *8. 6. 1887) a švagra (Bergmann Zdeněk *25. 8. 1895) jsou uvedena na pomníku při pravoslavném chrámu svatého Cyrila a Metoděje (adresa: Praha 2, Resslova 9a). Pomník byl odhalen 26. ledna 2011 a je součástí Národního památníku obětí heydrichiády.[13][14]
- Pamětní deska věnována příslušníkům rodin Bergmannových, Bondyových a Holznerových se nachází na domě v ulici Elišky Krásnohorské 10/2 v Praze 1. Na desce je nápis: "V tomto domě žili obětaví členové odboje Hilda BONDYOVÁ, MUDr. Alexander BONDY, Lydie BONDYOVÁ, MUDr. Jiří BONDY, Frieda HOLZNEROVÁ a Zdenko BERGMANN. Podpořili splnění úkolu výsadku ANTHROPOID. Zavražděni 22.7.1942 v Terezíně a 24.10.1942 v KT Mauthausen."[15]
- Na Novém židovském hřbitově na Olšanech se nachází kenotaf Alexandra Bondyho a dalších rodinných příslušníků. Na desce je nápis: "IN MEMORIAM / Oběti Heydrichyády / ZDENKO BERGMANN / HILDA BERGAMANN-BONDY / ALEXANDER BONDY / JIŘÍ BONDY / LYDIA HOLZNER-BONDY."[16]
- V červnu 2025 byl manželce Alexandra Bondyho, odhalen kámen zmizelých na chodníku před domem na adrese Široká 37/7, Praha 1 - Josefov.[17]

## Galerie

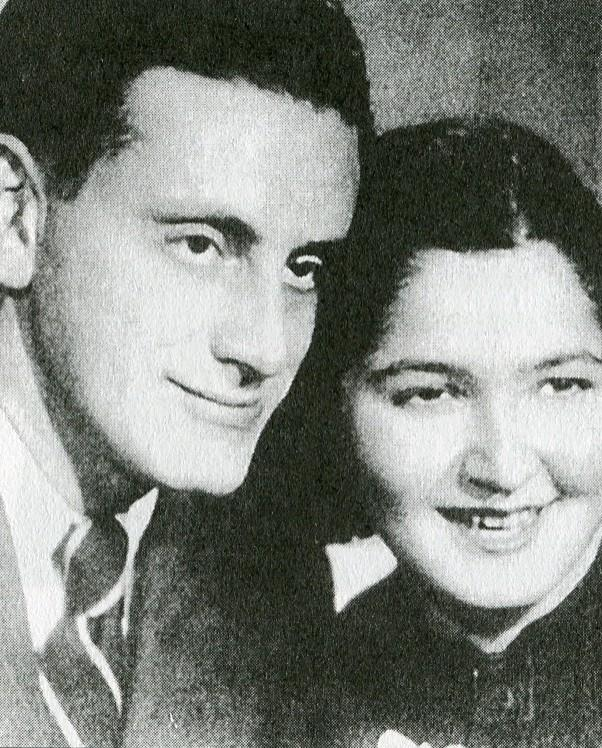
Syn Jiří Bondy s manželkou Lydií Bondyovou
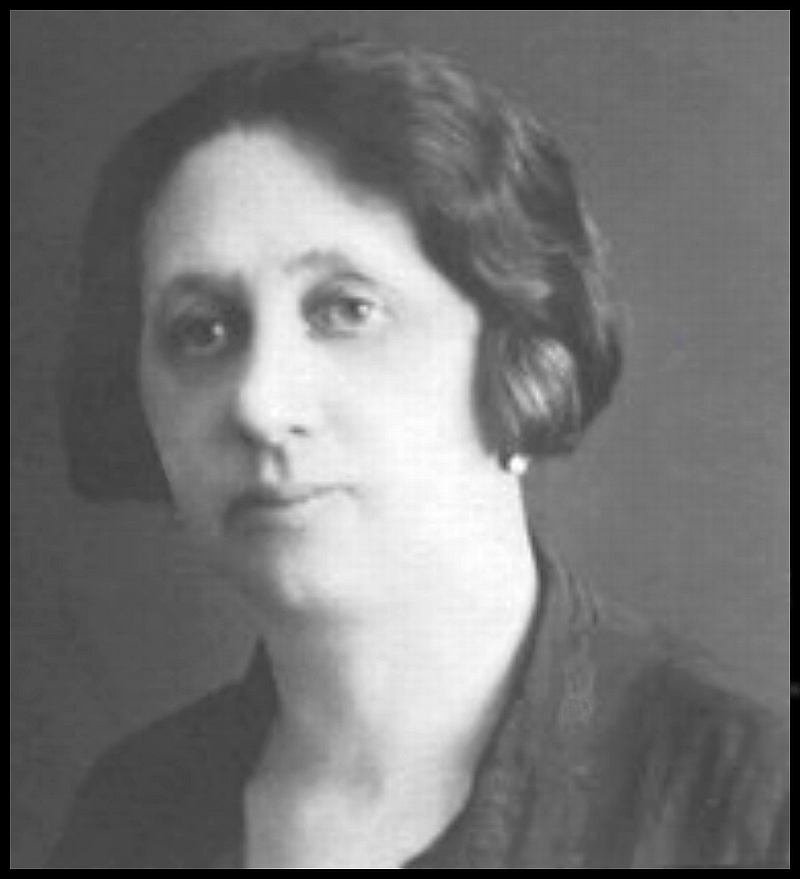
Jeho manželka Hilda Bondyová
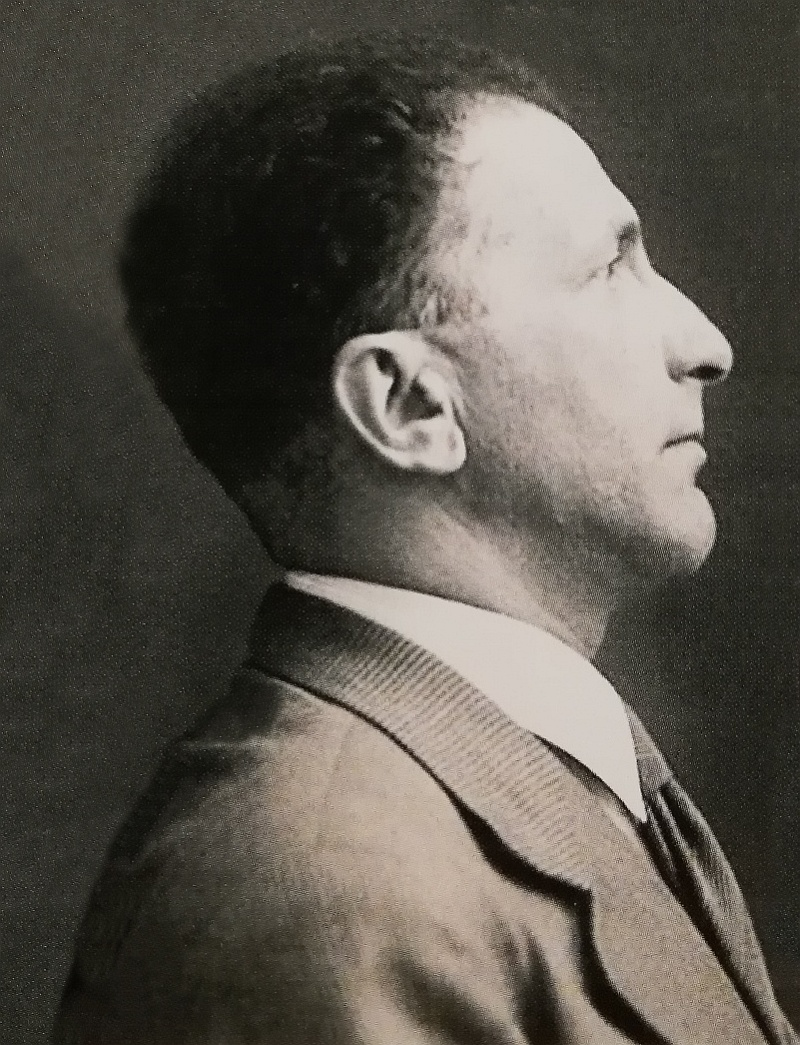
švagr Z. Bergmann
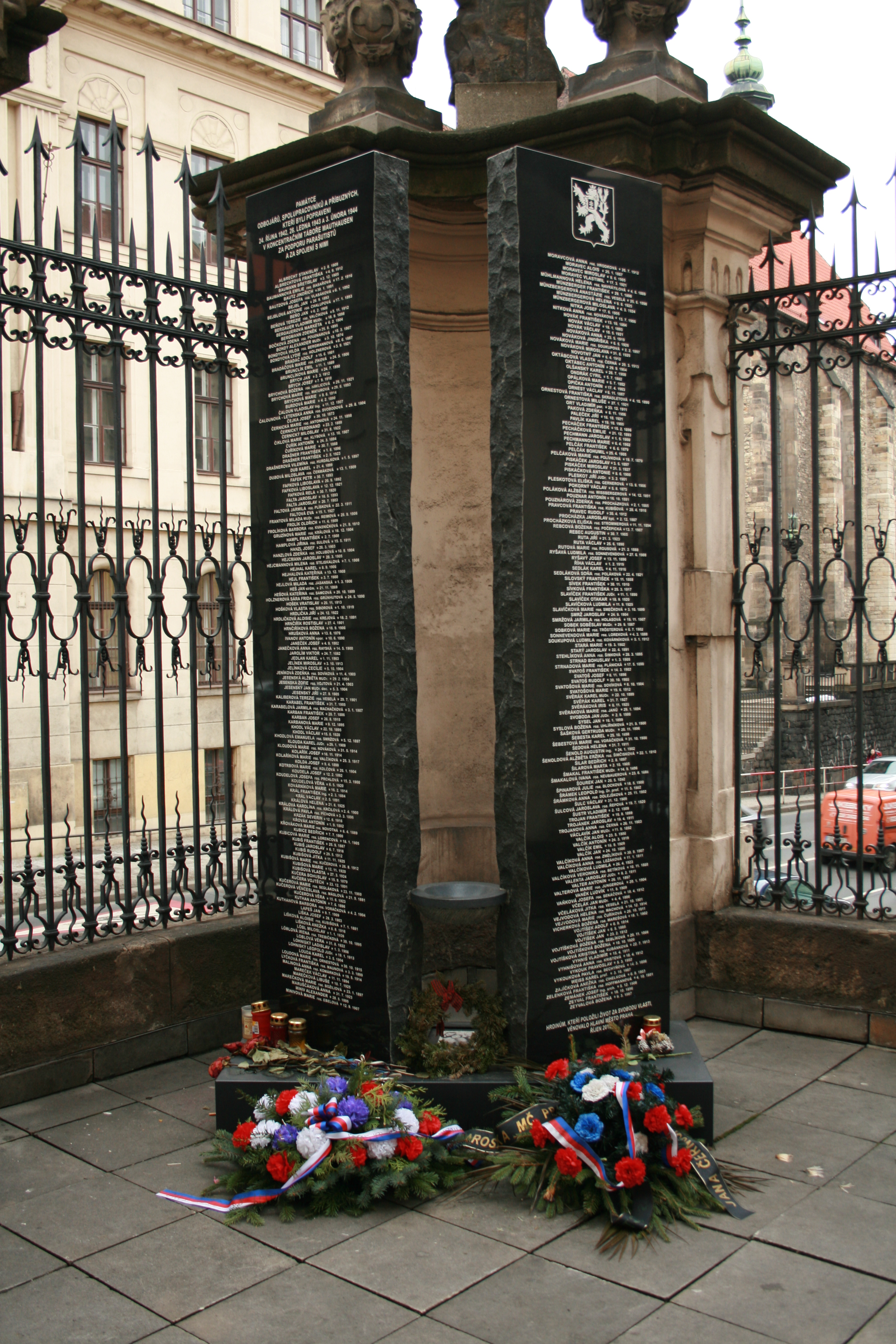
Pomník spolupracovníků parašutistů a jejich rodinných příslušníků na terase kostela sv. Cyrila a Metoděje v Resslově ulici v Praze
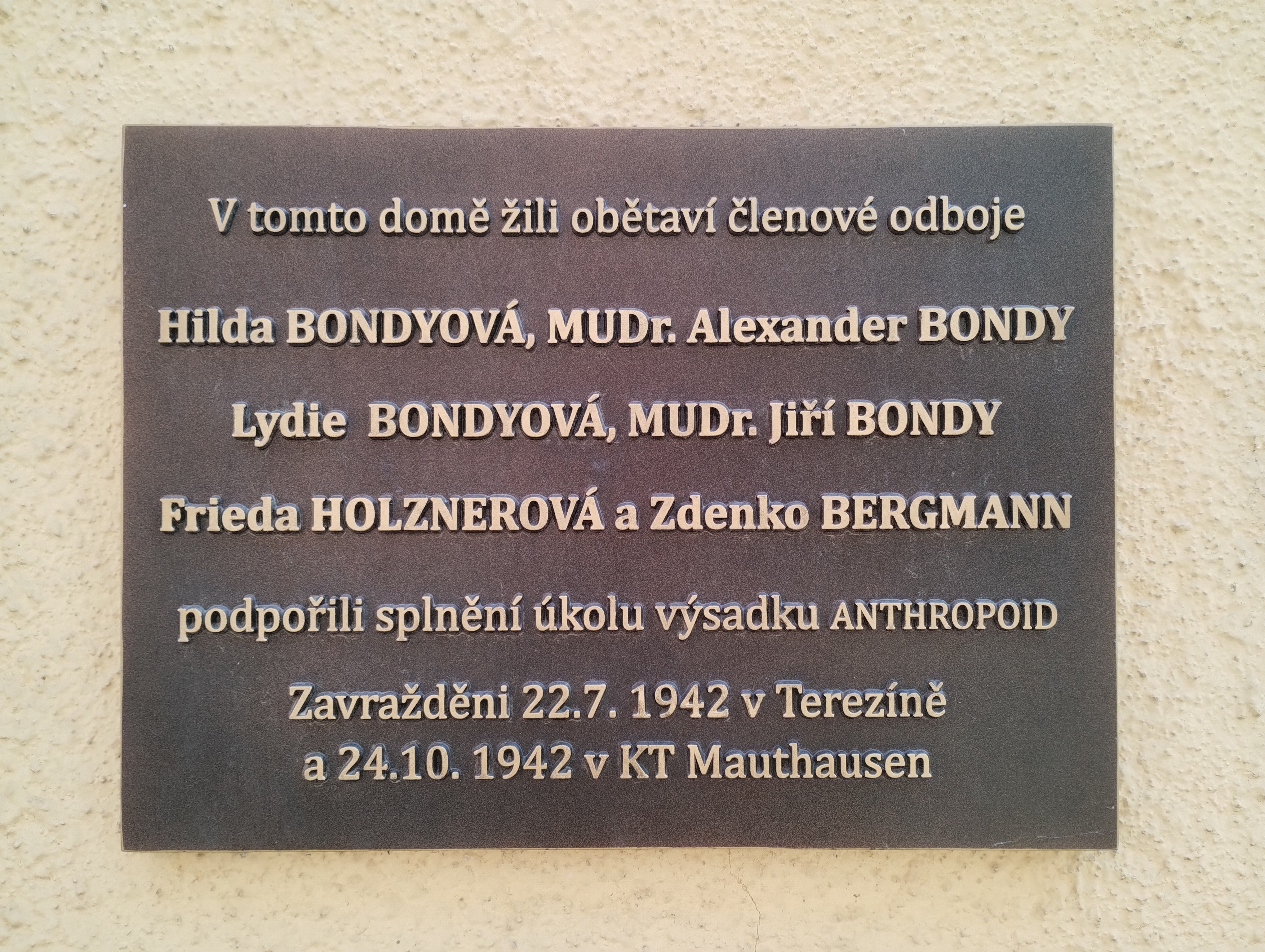
Pamětní deska na domě v ulici Elišky Krásnohorské v Praze 1, kde Bondyovi bydleli a kde provozoval MUDr. Alexander Bondy svou praxi
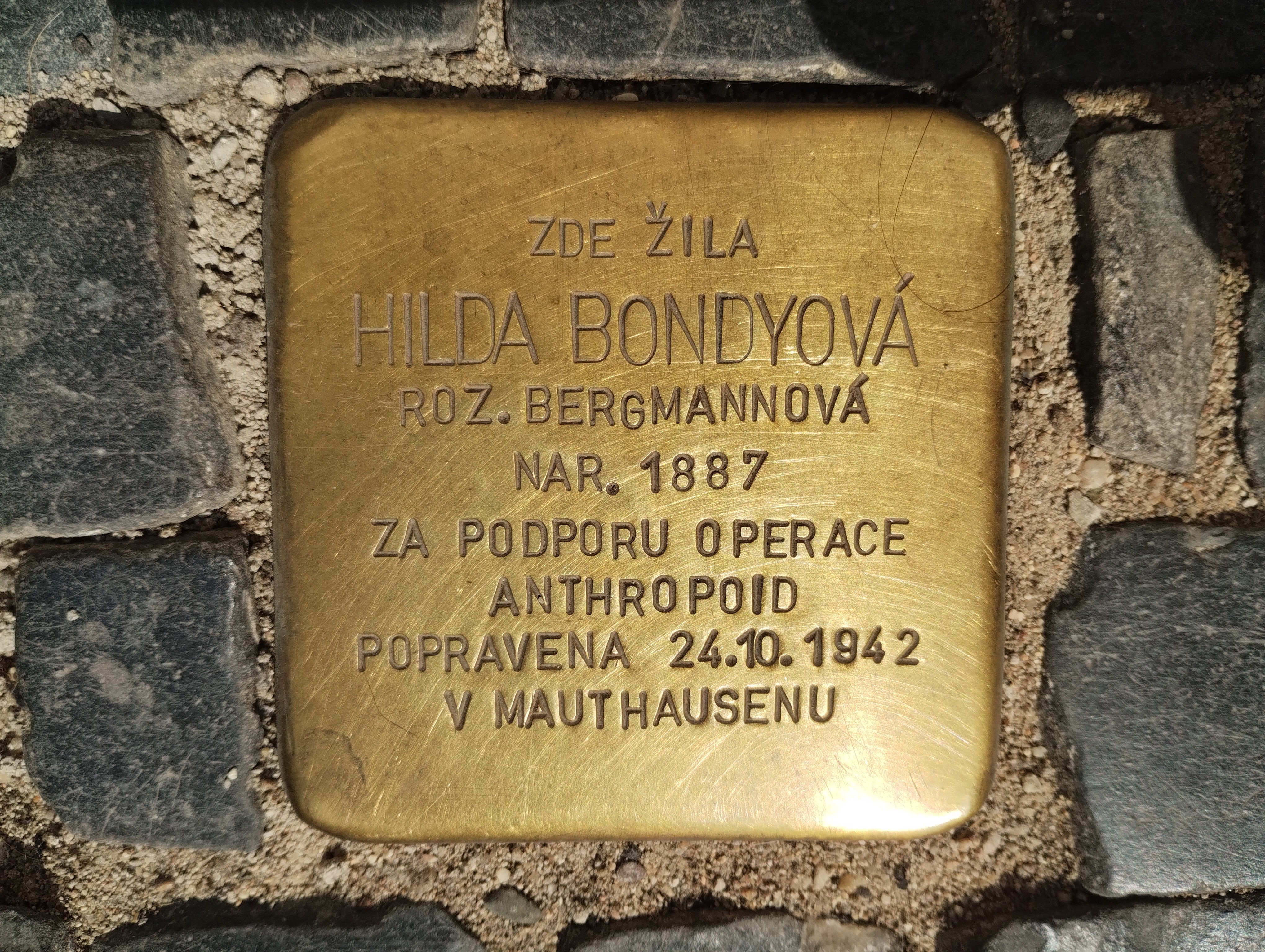
Kamen zmizelých věnovaný jeho manželce Hildě Bondyové v Široké ulici v Praze 1
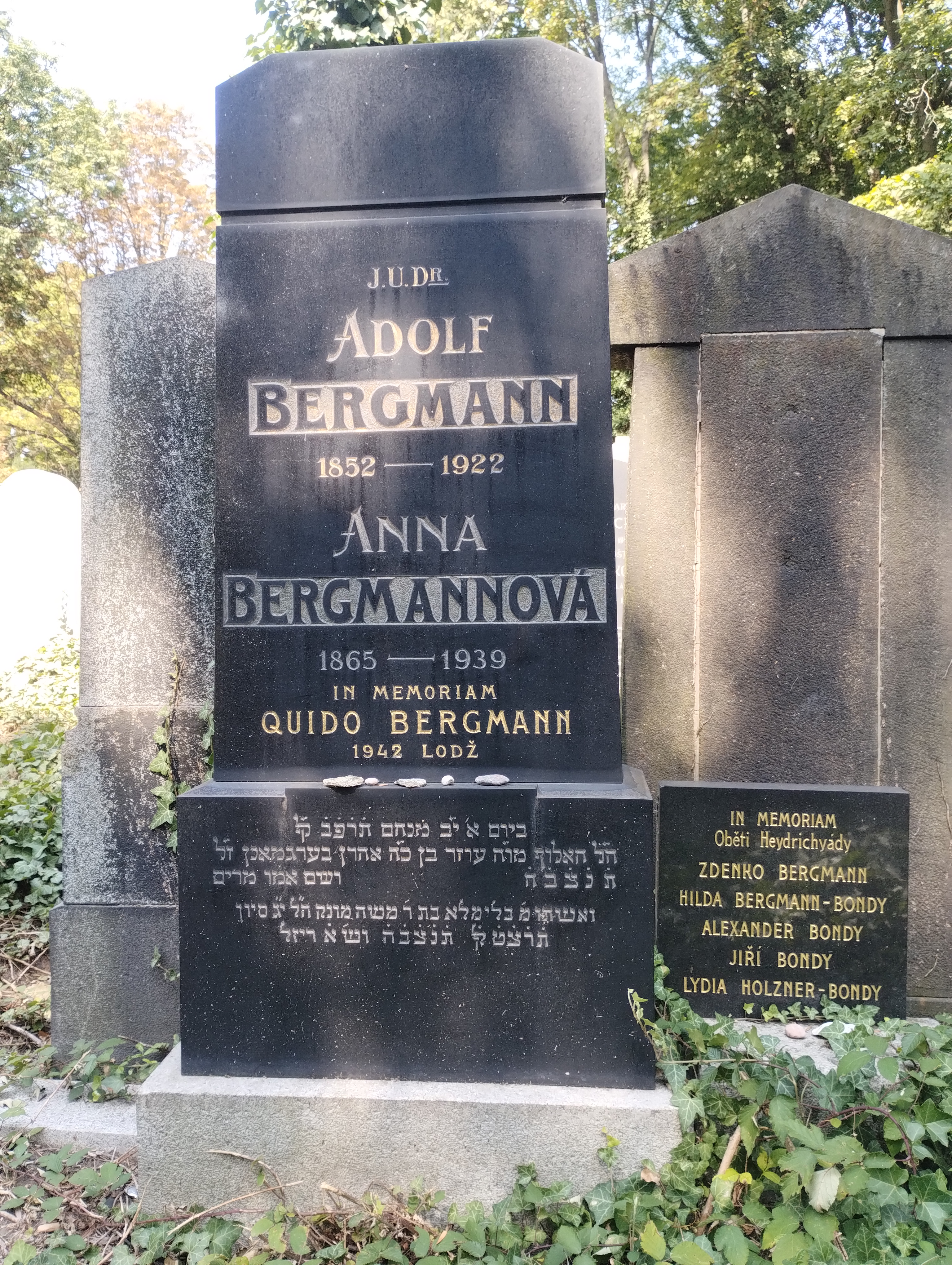
Hrob a kenotaf rodiny Bergmannovy a Bondyovy na Novém židovském hřbitově na Olšanech, Praha 3
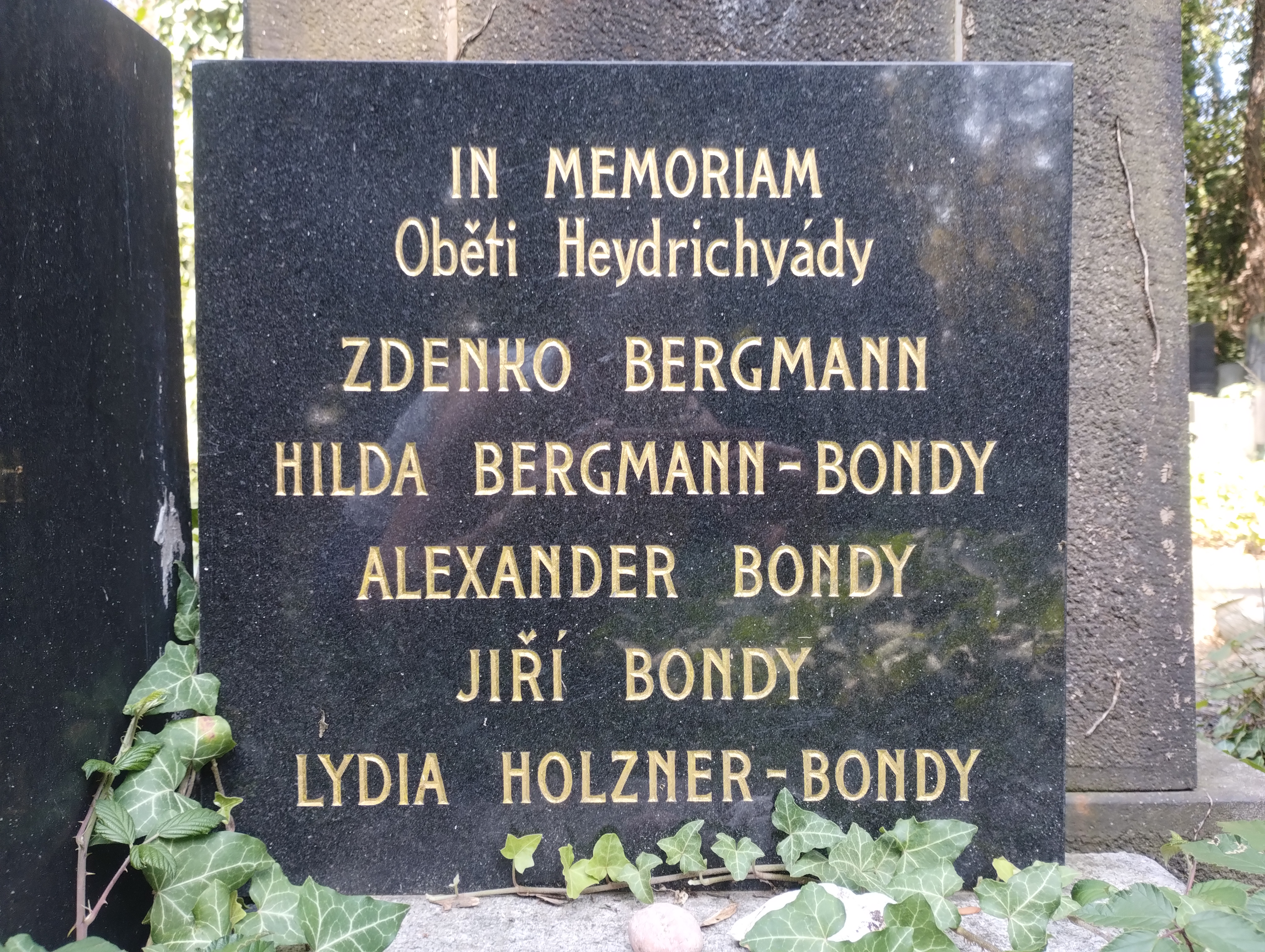
Kenotaf rodiny Bergmannovy a Bondyovy na Novém židovském hřbitově na Olšanech, Praha 3